# Rob Corddry
Robert William Corddry (Weymouth (Massachusetts), 4 februari 1971) is een Amerikaans komiek en acteur. Hij maakte in 2003 zijn debuut op het witte doek als Warren in Old School. Sindsdien speelde hij in meer dan vijftien films. Tevens was hij als pseudocorrespondent te zien in meer dan 500 afleveringen van het satirische The Daily Show with Jon Stewart.
Corddry trouwde in 2002 met Sandra Corddry, met wie hij vervolgens twee kinderen kreeg. Zijn broer Nathan werkt eveneens als acteur en had rolletjes in onder meer Suburban Girl (Jason) en The Nanny Diaries (Calvin).

## Filmografie
*Exclusief televisiefilms
- Warm Bodies (2013)
- Hell Baby (2013)
- Escape from Planet Earth (2013, stem)
- Cedar Rapids (2011)
- Hot Tub Time Machine (2010)
- Operation Endgame (2010)
- Taking Chances (2009)
- The Winning Season (2009)
- W. (2008)
- Lower Learning (2008)
- Harold & Kumar Escape from Guantanamo Bay (2008)
- What Happens in Vegas (2008)
- Semi-Pro (2008)
- The Heartbreak Kid (2007)
- I Now Pronounce You Chuck & Larry (2007)
- Blades of Glory (2007)
- The Ten (2007)
- Unaccompanied Minors (2006)
- Arthur et les Minimoys (2006, stem Engelstalige versie)
- The Pleasure of Your Company (2006, alias Wedding Daze)
- Failure to Launch (2006)
- Blackballed: The Bobby Dukes Story (2004)
- Old School (2003)

## Televisieseries
*Exclusief eenmalige gastrollen
- Childrens' Hospital - Dr. Blake Downs, the clown doctor (2008, negen afleveringen)
- The Winner - Glen (2007, zes afleveringen)
- Arrested Development - Moses Taylor (2005, twee afleveringen)
- Ballers - Joe (2015-2017, 28 afleveringen)

- Biblioteca Nacional de España: XX4765518
- Bibliothèque nationale de France: cb165099920 (data)
- Gemeinsame Normdatei: 144037378
- International Standard Name Identifier: 0000 0001 1947 3244
- Library of Congress Control Number: no2007108385
- MusicBrainz: c8e54d60-b073-4eb8-b8fc-94aad50855f0
- Nationale Bibliotheek van Tsjechië: xx0327099
- Nationale Bibliotheek van Israël: 987009445067605171
- Nederlandse Thesaurus van Auteursnamen: 38811195X
- Système universitaire de documentation: 172610931
- Virtual International Authority File: 19466504
- WorldCat: E39PBJt44JfKxt7w3BmKhpXcfq